# Grad Karlštejn
Grad Karlštejn (češko hrad Karlštejn; nemško Burg Karlstein) je velik gotski grad, ki ga je leta 1348 dal zgraditi Karel IV., svetorimski cesar in kralj Češke. Je značilen srednjeveški grad na hribu, a z zapletenejšo arhitekturo. Uporabljali so ga za hranjenje cesarskih insignij, čeških kronskih draguljev, svetih relikvij in drugih kraljevih zakladov. Je približno 30 km jugozahodno od Prage nad vasjo z istim imenom in je eden najbolj znanih in najbolj obiskanih gradov na Češkem.

## Zgodovina
Ustanovljen je bil leta 1348. Gradbena dela so potekala po navodilih karlštejnskega upravnika gradu Vida iz Bitov, ni pa zapisov graditelja. Nekateri zgodovinarji menijo, da je bil morda to Matija iz Arrasa, a je arhitekt umrl že leta 1352. Verjetno je bil briljanten gradbeni inženir, ki je spretno in s potrebno matematično natančnostjo reševal tehnično zahtevna vprašanja, nastala zaradi idej in zahtev cesarja. Namesto svetega rimskega cesarja Karla IV. je osebno nadziral gradbena dela in notranjo opremo. Malo znano je, da je cesar za preostala dela najel delavce iz Palatinata. Grad je bil končan skoraj 20 let pozneje, leta 1365, ko je bilo posvečeno "srce" zakladnice – kapela svetega Križa v Velikem stolpu.
Po izbruhu husitskih vojn so cesarske insignije leta 1421 prenesli čez Madžarsko v Nürnberg. Leta 1422 so ob obleganju gradu  husitski napadalci uporabljali biološko orožje; princ Sigismund Korbut je uporabljal katapulte z okuženimi organi (razen s kugo) in 2000 vagonov gnoja vrgel čez obzidje , da bi med branilci razširil okužbe.
Češke kronske dragulje so pozneje preselili nazaj na grad in jih z nekaj kratkimi presledki v njem hranili skoraj dve stoletji. Grad so večkrat obnavljali: v poznem gotskem slogu po letu 1480, v renesančnem slogu v zadnji četrtini 16. stoletja. Leta 1487 je bil Veliki stolp poškodovan v požaru in v 16. stoletju je bilo narejenih nekaj sprememb. Med tridesetletno vojno leta 1619 so bili kronski dragulji in arhiv preneseni v Prago. Leta 1620 je bil vrnjen Ferdinandu II., svetemu rimskemu cesarju. Ko so ga leta 1648 osvojili Švedi, je ostal v slabem stanju. Nazadnje ga je  med 1887 in 1899 neogotsko obnovil Josef Mocker in grad je dobil svojo sedanjo podobo.
Bližnja vas je nastala med gradnjo gradu in se je po njem tudi imenovala, dokler ni med husitskimi vojnami postala Buda. V 18. stoletju je bila preimenovana v Budňany. Združila se je z vasjo Poučník in se imenovala Karlštejn (okrožje Beroun). Tamkajšnji golfski klub se imenuje po gradu v bližini. 

## Arhitekturni opis
Grad je bil zgrajen na vzpetini z južne strani hriba Kněží hora, ločen od nje z ozko dolino. V tlorisu se prilagaja terenu. Zunanje obzidje je razmeroma nizko in na strateških točkah okrepljeno s stolpi, glavni vhod pa dodatno okrepljen s predgradjem in medgradjem. Prva vrata, trg, dvonadstropni stolp z visoko koničasto streho so stali nad jarkom na zahodnem pobočju pomola. Mostovž je bil povezan z obzidjem čez majhen portal. Mostovž je ščitil obzidje in imel v sredini pokrit bastijon. Druga vrata so pripeljala do dvorišča upravnikove hiše (Purkrabství). Oba vhoda je varoval dvižni most. Upravnikova hiša je oblikovala naselje Karlštejn in je bila utrjena z dva metra širokim obzidjem, stolp z vodnjakom je stal nekoliko nižje. V obzidju so bila tretja vrata – glavni vhod v notranji grad.
Jedro gradu je bilo sestavljeno iz treh delov, ki so stali na treh ravneh teras; vsaka raven je izražala drugačen pomen. Na najnižji terasi je stala cesarska palača – palacij (Císařský palác), nad njo pa je bil Marijin stolp (Mariánská vez) in najvišje je stal Veliki stolp (Velká vez). Palača je stavba z enim krilom, približno 12,5 m široka in 46 m dolga, zaprta proti vzhodu s polvaljastim stolpom, ki je bil  poleg kleti izkopan v skalo s pritličjem in dvema nadstropjema; tretje nadstropje, pod streho, je bilo zgrajeno iz pollesenega dela. Pritličje je odprto na dvorišče, na katerem stoji kašča. V prvem nadstropju so tri sobe. Največja je osrednji prostor, Viteška soba (Rytířský sál). Cesar je živel v drugem nadstropju palače, ki je bilo razdeljeno v štiri sobe s prenosnimi predelnimi stenami. Spiralno stopnišče je povezovalo tretje nadstropje, v katerem je bila  – po zapisu iz 16. stoletja – rezidenca "cesarice z njenim ženskim spremstvom". Postavitev in oprema v drugem in tretjem nadstropju sta bili približno enaki: spalnice na vzhodni strani, potem slavnostna soba, hodnik in sobe na zahodu.
Osrednje območje je 60 metrov visok in posebej utrjen (4–7,5 m debele stene) Veliki stolp, v katerem je kapela svetega Križa (kaple sv. Křiže); česa podobnega ni nikjer na svetu. Za varnost kapele so skrbela štiri vrata z devetnajstimi ključavnicami, vsak ključ je bil posebej varovan,  dragoceni dokumenti iz državnega arhiva so bili shranjeni skupaj s simboli državne oblasti – cesarske insignije, pozneje češki kronski dragulji.
Stolp z vodnjakom (Studniční vez) je logistično osrednji del gradu, brez katerega grad ne bi živel. Bil je prvi zgrajeni del gradu. Iz  rudarskega mesta Kutná Hora so pripeljali rudarje, ki na vodo niso naleteli niti na globini 70 metrov, kar je precej pod nivojem bližnje reke Berounka. Zato je bil izkopan podzemni kanal, ki je pripeljal vodo iz bližnjega potoka, s čimer so dobili vodni stolpec 25 metrov, kar je zadostovalo za več mesecev. Rezervoar je bilo treba ročno napolniti približno dvakrat letno z odprtjem poplavnih vrat. Glede na pomembno strateško slabost, ki je nastala na gradu zaradi pomanjkanja neodvisnega vodnega vira, je bil obstoj podzemnega kanala državna skrivnost, znana le cesarju in upravniku. Edini, ki so še poznali skrivnost, so bili rudarji, ki naj bi jih pobili na poti iz gradu po gradnji.
Kapela svetega Križa se je ohranila kot celostna umetnina z dragocenimi ostanki notranje opreme. Križnorebrast obokan prostor kapele je kot relikviarij, stene so obložene s ploščami pisanega marmorja, dobro ohranjene slike, obok je pozlačen in ima vdelane brušene kose poldragih kamnov.

## Galerija
- Grad Karlštejn in vas
- Papež Gregor I., delo Teodorja Praškega, 1360–65, kapela svetega Križa
- Zid v kapeli svetega Križa
- Najstarejši prikaz iz 1720
- Karlštejn leta 1976
- Pogled na območje
- Karlštejn grad in vas
- Pogled na grad